# Филарет (Амфитеатров)
Митрополи́т Филаре́т (в схиме Феодо́сий, в миру Фёдор Гео́ргиевич Амфитеа́тров; 17 [28] апреля 1779, село Высокое, Кромский уезд, Орловское наместничество — 21 декабря 1857 [2 января 1858], Киев) — епископ Православной российской церкви; с 18 (30) апреля 1837 года митрополит Киевский и Галицкий. Член Святейшего правительствующего синода (1836—1842). Член Академии Российской (1837). Родной брат литератора и педагога Семёна Раича.

## Биография
Родился 17 (28) апреля 1779 года в селе Высоком Кромского уезда Орловской губернии в семье священника Георгия Никитича Амфитеатрова. Родился практически слепым и воспитывался дедом. Когда внук в 6 лет стал хорошо видеть, дед начал учить его грамоте. В 1789 году был зачислен сразу во второй класс Орловского духовного училища. В 1795 году поступил в Севскую духовную семинарию, которую окончил в 1797 году. В ноябре 1798 года был пострижен в монашество с именем Филарет; 9 ноября 1798 года был рукоположён во иеродиакона, а 13 января 1799 года — в иеромонаха. Включён в число иеромонахов московского Донского монастыря.
Был учителем поэзии (с марта 1798), риторики (1700—1801) и философии (1801—1802) в Орловской семинарии; с 1802 года состоял в ней ректором и преподавателем богословия; игуменом Свенского монастыря (1802—1804). По просьбе епископа Орловского Досифея был переведён в Уфу. В октябре 1804 года был возведён в сан архимандрита Успенского монастыря в Уфе и стал руководить Оренбургской духовной семинарией.
В 1810 году при деятельном участии переехавшего в Санкт-Петербург Петра Турчанинова получил назначение ректором и учителем богословия Тобольской духовной семинарии.
Благодаря положительным отзывам 2 декабря 1813 года был вызван в Санкт-Петербург на «чреду священнослужения» и проповеди слова Божия и назначен настоятелем Волоколамского Иосифова монастыря.
По предложению ректора Санкт-Петербургской духовной академии Филарета (Дроздова), впоследствии митрополита Московского, указом Комиссии духовных училищ от 15 февраля 1814 года Филарет (Амфитеатров) был назначен инспектором Санкт-Петербургской духовной академии, где был удостоен степени доктора богословия (август 1814), но не за научные труды, а по должности и за безукоризненный образ жизни. В том же году был переведён в должности инспектора во вновь открывавшуюся Московскую духовную академию; с марта 1816 года — ректор этой академии и профессор богословских наук (был в новой академии единственным преподавателем богословия, читавшим лекции экзегетического содержания. Его курс лекций представлял собой сокращённый вариант богословия Феофана Прокоповича. При этом он старался избегать любых заимствований у западных богословов, опасаясь, «как бы из источников западной учёности нечувствительно не привнести в своё учение чего-нибудь мутного, нечистого». Весь курс представлял собой положительное учение, исключавшее какую бы то ни было полемику, противопоставления и т. п. Книгу Бытия Филарет (Амфитеатров) толковал, руководствуясь комментариями Филарета (Дроздова).
С 1817 года управлял Воскресенским Новоиерусалимским монастырём; 1 (13) июня 1819 года он был хиротонисан во епископа Калужского и Боровского; 12 января 1825 года указом Святейшего синода был переведён в Рязанскую епархию; 22 августа 1826 года был возведён в сан архиепископа и назначен членом Комиссии духовных училищ; 25 февраля 1828 года назначен архиепископом в Казань, где обратил в православие более 5000 иноверцев. В 1836—1837 годах был главой Ярославской и Ростовской епархии; 18 апреля 1837 года назначен митрополитом Киевским.
13 августа 1841 года тайно принял схиму с именем Феодосий.
Был награждён 26 марта 1839 года орденом Святого Андрея Первозванного. Состоял почётным членом духовных академий: Киевской, Московской, Санкт-Петербургской и университетов: Киевского и Казанского; состоял действительным членом Московского общества истории и древностей Российских.
Высочайшим рескриптом от 26 августа 1856 года (день коронации императора Александра II) ему пожалованы алмазные знаки ордена Святого апостола Андрея Первозванного.
Скончался 21 декабря 1857 (2 января 1858) года.

## Семья
Отец — священник Георгий (Егор) Никитич Амфитеатров.
Мать — Анастасия.
Брат — литератор и педагог Раич, Семён Егорович.
Сестра — Мария — жена священника Иоакима (Акима) Александрова, мать известного юриста Петра Александрова и Николая — чиновника в Правительствующем Синоде.
Брат — Гавриил (ставший священником) — женился на дочери Уфимского священника Григория Несмелова Татьяне от которой имел трех сыновей и двух дочерей: Павла, Якова (архиепископ Антоний), Сергия, Веру, Александру. Видимо, позже у них родился сын Николай, ставший отцом известного проповедника московского протоиерея Валентина Амфитеатрова.

## Отношения к русскому переводу Библии
В 1820 году, когда в России начала проводиться работа по переводу Священного Писания на русский язык, Преосвященный Филарет выступил против этого начинания.

Русское наречие не может передать Священного Писания со всею силою и верностию, каким отличается перевод славянский, в котором доступно понятию всё то, что только нужно для назидания верных к вечному их спасению… Надобность состоит не в переводе Библии на русский язык, а в прилежном изучении славянского языка во всех наших духовных и светских училищах и в повседневном прилежном чтении на нём Священного Писания.

Его взгляд на русский перевод Библии не совпадал со взглядом на данную проблему митрополита Филарета (Дроздова), мнение которого о необходимости русского перевода было принято Святейшим Синодом в результате синодального рассуждения, санкционировавшим новый перевод Писания. Оба святителя оставались на своих позициях по данному вопросу до конца жизни.

## В литературе
Писатель Николай Лесков оставил воспоминания о киевском митрополите, посвятив ему главу книги «Мелочи архиерейской жизни» и рассказ «Владычный суд», в котором характеризует Филарета как «благодушнейшего иерарха русской церкви».

## Канонизация
Первоначально был причислен к лику местночтимых святых. 8 декабря 2005 года его имя было внесено во всероссийский месяцеслов по благословению Патриарха Алексия II.
Определением Архиерейского собора РПЦ от 3 февраля 2016 года установлено общецерковное почитание митрополита Филарета (Амфитетрова)
Память в день его преставления — 21 декабря (3 января), а также трижды в год в дни памяти соборов святых: ростово-ярославских — 23 мая (5 июня), сибирских и рязанских — 10 июня (23 июня) и преподобных отцов Киево-Печерских, в Дальних пещерах почивающих, — 28 августа (10 сентября).